# Danil Wladislawowitsch Krugowoi
Danil Wladislawowitsch Krugowoi (russisch Данил Владиславович Круговой; * 28. Mai 1998 in Gattschina) ist ein russischer Fußballspieler.

## Karriere

### Verein
Krugowoi begann seine bei Zenit St. Petersburg. Für die U-19 von Zenit spielte er auch in der UEFA Youth League. Zur Saison 2016/17 rückte er in den Kader der Zweitmannschaft von Zenit. Sein Debüt für diese in der Perwenstwo FNL gab er im November 2016, als er am 21. Spieltag jener Saison gegen den FK Tjumen in der Startelf stand.
Nach 26 Einsätzen für Zenit-2 wechselte Krugowoi zur Saison 2018/19 zum FK Ufa. Im August 2018 debütierte er gegen Anschi Machatschkala in der Premjer-Liga. In der Saison 2018/19 kam er zu neun Einsätzen für Ufa. Im August 2019 kehrte er zu Zenit zurück, wurde jedoch direkt wieder nach Ufa verliehen. Bis zum Ende der Leihe spielte er zwölf Mal für Ufa.
Nach dem Ende der Leihe kehrte er zur Saison 2020/21 wieder nach St. Petersburg zurück. In der Saison 2020/21 kam er zu 19 Einsätzen, in der Saison 2021/22 absolvierte er 26 Partien. In der Saison 2022/23 kam er 19 Mal zum Zug. In der Saison 2023/24 absolvierte er zwölf Spiele in der Premjer-Liga, im Frühjahr war er aber suspendiert und spielte nur noch für Zenit-2 in der Perwenstwo PFL. In allen vier Saisonen wurde er mit Zenit Meister.
Zur Saison 2024/25 wechselte Krugowoi zum Ligakonkurrenten ZSKA Moskau.

### Nationalmannschaft
Krugowoi nahm im Mai 2015 mit der russischen U-17-Auswahl an der EM teil und erreichte mit Russland das Halbfinale, während des Turniers kam er zu einem Einsatz. Durch die Halbfinalteilnahme qualifizierte er sich mit seinem Land auch für die WM im selben Jahr, für die er ebenfalls nominiert wurde. Bei der WM schied er mit Russland im Achtelfinale gegen Ecuador aus, Krugowoi wurde in allen vier Partien der Russen eingesetzt.
2016 absolvierte er zwölf Partien für die U-18- und drei für die U-19-Mannschaft. Im September 2018 spielte er zwei Mal im U-20-Team. Im März 2019 debütierte er gegen Schweden für die U-21-Auswahl. Mit dem U-21-Team nahm er 2021 an der EM teil. Mit den Russen schied er in der Vorrunde aus, Krugowoi kam während des Turniers nie zum Einsatz.
Im November 2021 stand er erstmals im Kader der A-Nationalmannschaft. Im September 2022 debütierte er in einem Testspiel gegen Kirgisistan im A-Nationalteam.